# Héctor Ortíz
Héctor Ortiz (20 de dezembro de 1928) é um ex-futebolista mexicano que atuava como meia.

## Carreira
Héctor Ortiz fez parte do elenco da Seleção Mexicana de Futebol, na Copa de 1950.